# Покошицька сільська рада
Поко́шицька сільська́ ра́да — адміністративно-територіальна одиниця та орган місцевого самоврядування в Коропському районі Чернігівської області. Адміністративний центр — село Покошичі.

## Загальні відомості
- Територія ради: 39,347 км²
- Населення ради: 947 осіб (станом на 2001 рік)

Покошицька сільська рада зареєстрована 1923 року. Стала однією з 25-ти сільських рад Коропського району і одна з 8-ми, яка складається з одного населеного пункту — села Покошичі.
На території сільради діє Покошицька ЗОШ I-III ст. та Покошицький ДНЗ.

## Населені пункти
Сільській раді підпорядковані населені пункти:
- с. Покошичі

## Склад ради
Рада складається з 12 депутатів та голови.
- Голова ради: Шавлач Володимир Степанович
- Секретар ради: Бруй Людмила Володимирівна

### Керівний склад попередніх скликань
| Прізвище, ім'я, по батькові  | Основні відомості                                                                     | Дата обрання | Дата звільнення |
| ---------------------------- | ------------------------------------------------------------------------------------- | ------------ | --------------- |
| Шавлач Володимир Степанович  | Сільський голова, 1972 року народження                                                | 25.10.2015   |                 |
| Савицький Михайло Васильович | Сільський голова, 1949 року народження, член Всеукраїнського об'єднання «Батьківщина» | 26.03.2006   | 31.10.2010      |
| Кузьменко Віталій Андрійович | Сільський голова, 1957 року народження, освіта вища, безпартійний                     | 31.10.2010   |                 |

Примітка: таблиця складена за даними сайту Верховної Ради України

### Депутати
За результатами місцевих виборів 2010 року депутатами ради стали:

#### За суб'єктами висування
| Суб'єкт висування                 | Кількість обраних депутатів | %    |
| --------------------------------- | --------------------------- | ---- |
| Партія регіонів                   | 5                           | 31,3 |
| Самовисування                     | 4                           | 25   |
| Народна партія                    | 2                           | 12,5 |
| Політична партія «Сильна Україна» | 2                           | 12,5 |
| Комуністична партія України       | 1                           | 6,3  |
| Політична партія «Сила і честь»   | 1                           | 6,3  |
| Українська Народна Партія         | 1                           | 6,3  |

#### За округами
| № округу                          | Прізвище, ім'я, по батькові   | Дата визнання обраним | Освіта  | Партійна приналежність                        | Відомості про обраного депутата                  |
| --------------------------------- | ----------------------------- | --------------------- | ------- | --------------------------------------------- | ------------------------------------------------ |
| Комуністична партія України       |                               |                       |         |                                               |                                                  |
| 10                                | Корогвик Олександр Михайлович | 01.11.2010            | середня | член Комуністичної партії України             | пенсіонер                                        |
| Народна Партія                    |                               |                       |         |                                               |                                                  |
| 5                                 | Горбенко Ольга Федорівна      | 01.11.2010            | вища    | член Народної партії                          | Покошицька сільська рада, головний бухгалтер     |
| 16                                | Бруй Олена Миколаївна         | 01.11.2010            | середня | член Народної партії                          | безробітна                                       |
| Партія регіонів                   |                               |                       |         |                                               |                                                  |
| 1                                 | Манжула Петро Іванович        | 01.11.2010            | вища    | член Партії регіонів                          | тимчасово не працює                              |
| 4                                 | Пилипенко Леонід Миколайович  | 01.11.2010            | вища    | член Партії регіонів                          | Покошицька ветеринарна дільниця, завідувач       |
| 6                                 | Руденко Любов Петрівна        | 01.11.2010            | вища    | член Партії регіонів                          | Покошицька сільська рада, секретар               |
| 7                                 | Микитенко Василь Петрович     | 01.11.2010            | вища    | член Партії регіонів                          | тимчасово не працює                              |
| 8                                 | Самарська Людмила Олексіївна  | 01.11.2010            | вища    | член Партії регіонів                          | Покошицька лікарська амбулаторія, фельдшер       |
| Політична партія «Сила і Честь»   |                               |                       |         |                                               |                                                  |
| 2                                 | Кравець Анатолій Васильович   | 01.11.2010            | середня | член Політичної партії «Сила і Честь»         | ТОВ «Покошицьке», головний інженер               |
| Політична партія «Сильна Україна» |                               |                       |         |                                               |                                                  |
| 11                                | Савицька Віра Миколаївна      | 01.11.2010            | середня | член Політичної партії «Сильна Україна»       | ТОВ Агро комбінат «Тепличний», бухгалтер         |
| 14                                | Пузік Михайло Федорович       | 01.11.2010            | середня | член Політичної партії «Сильна Україна»       | Коропгаз, слюсар                                 |
| Українська Народна Партія         |                               |                       |         |                                               |                                                  |
| 12                                | Пилипенко Олена Андріївна     | 01.11.2010            | вища    | член Української Народної Партії              |                                                  |
| Самовисування                     |                               |                       |         |                                               |                                                  |
| 3                                 | Кузьменко Ніна Петрівна       | 01.11.2010            | вища    | позапартійна                                  | Мезинський національний парк, головний бухгалтер |
| 9                                 | Бруй Людмила Володимирівна    | 01.11.2010            | вища    | позапартійна                                  | Покошицька лікарська амбулаторія, акушерка       |
| 13                                | Сідько Валентина Іванівна     | 01.11.2010            | вища    | член Всеукраїнського об'єднання «Батьківщина» | Лікарська амбулаторія, медсестра                 |
| 15                                | Кравець Ніна Василівна        | 01.11.2010            | вища    | позапартійна                                  | пенсіонер                                        |

## Зовнішні посилання
- Покошицька сільська рада // Облікова картка на офіційному вебсайті Верховної Ради України.